# Brachyhesma triangularis
Brachyhesma triangularis är en biart som beskrevs av Exley 1977. Brachyhesma triangularis ingår i släktet Brachyhesma och familjen korttungebin. Inga underarter finns listade.

## Bildgalleri

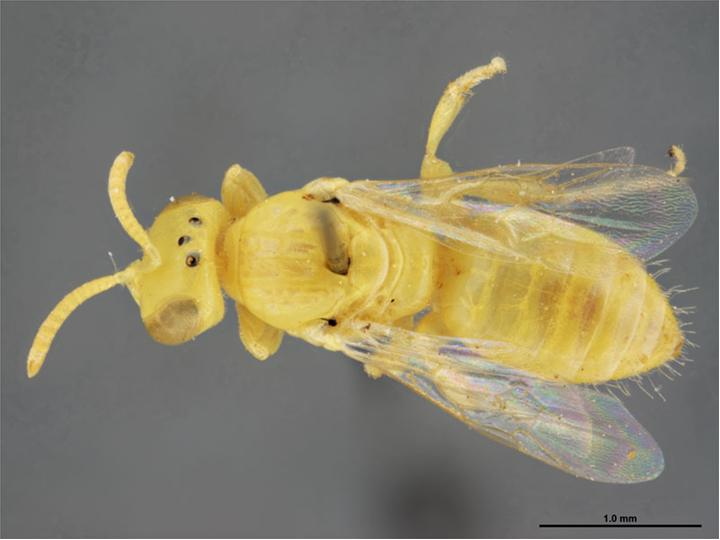